# Psettina tosana
 Psettina tosana és un peix teleosti de la família dels bòtids i de l'ordre dels pleuronectiformes.

## Distribució geogràfica
Es troba des de les costes del Japó fins a les de Taiwan.